# Phronia felicis
Phronia felicis är en tvåvingeart som beskrevs av Gagne 1975. Phronia felicis ingår i släktet Phronia och familjen svampmyggor.
Artens utbredningsområde är Washington. Inga underarter finns listade i Catalogue of Life.